# Linea a monte del Vesuvio
La linea a monte del Vesuvio (anche detta ferrovia Napoli-Salerno via a monte del Vesuvio e abbreviata in LMV) è una linea ferroviaria a doppio binario, elettrificata a corrente continua a 3000 V, munita di segnalamento tradizionale con ripetizione segnali a 9 codici e SCMT; è stata inaugurata nel giugno 2008 per decongestionare il nodo di Napoli.
Lunga 32 chilometri e ritenuta necessaria sin dagli anni ottanta è stata realizzata sul modello delle linee veloci, con velocità massima di 250 km/h come la direttissima Firenze-Roma, nell'ambito del piano di potenziamento del sistema di trasporto ferroviario in Italia per quanto riguarda il traffico a lunga percorrenza nord-sud e di alleggerimento del traffico merci e passeggeri delle linee della Campania. Di fatto è utilizzata da RFI come integrazione della propria rete ad Alta Velocità.
La linea è parte dell'"Asse ferroviario 1" della Rete ferroviaria convenzionale trans-europea TEN-T.

## Storia
Alla fine degli anni settanta del XX secolo il traffico ferroviario nel nodo di Napoli aveva raggiunto proporzioni tali da provocare intasamenti e disservizi a causa della sua congestione. Ciò fece sorgere l'idea di una linea di disimpegno che alleggerisse il nodo dal traffico di transito e a lunga distanza mediante una linea corrente ad est del Vesuvio data la saturazione della Nola-Sarno e l'impossibilità di un suo quadruplicamento a causa dell'eccessiva antropizzazione dei luoghi attraversati. Il finanziamento venne provveduto all'interno del "Programma integrativo di interventi per il riclassamento, potenziamento ed ammodernamento" approvato
con legge 12 febbraio 1981, n. 17 che autorizzava l'azienda FS a dare esecuzione nel periodo 1980-1985 a tutta una serie di interventi sull'intero territorio nazionale con un finanziamento, ripartito nel periodo suddetto, di 12.450 miliardi di lire.
I lavori procedettero con lentezza. L'utilizzazione della nuova linea venne rivista alla luce delle nuove direttive programmatiche della legge 910 del 22 dicembre 1986 che prevedeva l'attuazione di un programma nazionale per alta velocità sulla direttrice Battipaglia-Napoli-Roma-Milano nonché l'attuazione di un programma di adeguamento funzionale nella rete meridionale; le linee programmatiche di finanziamento vennero più volte modificate dalle leggi finanziarie degli anni 1988 e 1990. Quest'ultima rimodulava il finanziamento degli interventi e rimodulava l'utilizzazione della (ancora costruenda) linea a monte del Vesuvio inserendola nel programma quale tratta del sistema AV tra Napoli e Battipaglia.
Un'ulteriore rimodulazione dei finanziamenti veniva disposta (assieme ai lavori su varie tratte e impianti della rete nazionale) con il decreto interministeriale 5 marzo 1987, n. 48 T bis che tuttavia subordinava gli stessi a determinate condizioni della legge finanziaria dell'anno successivo.
La linea venne infine attivata il 20 gennaio 2008 e aperta all'esercizio commerciale il successivo 15 aprile e ufficialmente al pubblico nel successivo mese di giugno permettendo il decongestionamento, mediante l'instradamento del traffico ferroviario a lunga percorrenza, della linea storica Napoli-Salerno.

## Caratteristiche
La linea, di cui venne completata l'elettrificazione a corrente continua a 3000 V ad aprile 2008, permette di far viaggiare i convogli sul nuovo tracciato a velocità dell'ordine dei 250 km/h. Essa possiede caratteristiche tecniche che la rendono più simile alla direttissima Firenze-Roma che non alla linea ad alta velocità Roma-Napoli e ciò consente sia ai treni a lunga percorrenza che quelli non espressamente dedicati alle linee AV (compresi treni regionali ed InterCity) di percorrerla in 35 minuti.

### Percorso
| Unknown route-map component "tCONTg" |

| Unknown route-map component "tBHF" |

| Unknown route-map component "tSTR" | Head station |

| Unknown route-map component "tSTRe" | Straight track |

|  | Straight track | Unknown route-map component "ABZgl" | Unknown route-map component "CONTfq" |

| Unknown route-map component "KRWg+l" | Unknown route-map component "KRWgr" |

| Unknown route-map component "CONTgq" | Unknown route-map component "KRZu" | One way rightward |  |

| Unknown route-map component "STRc2" | Unknown route-map component "STR3" | Unknown route-map component "STR+l" | Unknown route-map component "CONTfq" |

| Unknown route-map component "STR+1" | Unknown route-map component "STRc4" | Station on track |  |

| (209+985) |
| 0+000     |

| Straight track |  | Unknown route-map component "kABZg3" |  |

| (211+527) |
| 1+542     |

| One way leftward | Unknown route-map component "kABZr+12" + Unknown route-map component "lvDST-" | Unknown route-map component "STR+k34" |  |

| (215+336) |
| 6+419     |

|  | Unknown route-map component "kABZg+4" |

| 5+830 |
| 9+791 |

|  | Unknown route-map component "tSTRa" |

|  | Unknown route-map component "tSTRe" |

|  | Track change |

|  | Unknown route-map component "CONTgq" | Unknown route-map component "KRZu" | Unknown route-map component "CONTfq" |

|  | Unknown route-map component "CONTgq" | Unknown route-map component "eTBHFo" | Unknown route-map component "CONTfq" |

|  | Unknown route-map component "hKRZWae" |

|  | Unknown route-map component "STR+l" | Unknown route-map component "KRZu" | Unknown route-map component "CONTfq" |

| Unknown route-map component "KRWg+l" | Unknown route-map component "xKRWgr" |

|  | Straight track | Unknown route-map component "exLSTRl" | Unknown route-map component "exLCONTfq" |

| Unknown route-map component "tSTRa" |

| Unknown route-map component "tSTRe" |

| Unknown route-map component "CONTgq" | Unknown route-map component "KRZo" | Unknown route-map component "CONTfq" |  |

| Non-passenger station/depot on track |

| Unknown route-map component "eABZgLl" | Unknown route-map component "exLCONTfq" |

| Unknown route-map component "CONTgq" | Unknown route-map component "ABZg+r" |  |  |

| Non-passenger station/depot on track |

| 43+177 |
| 4+803  |

| Unknown route-map component "tSTRa" |

| Unknown route-map component "tSKRZ-A" |

| Unknown route-map component "tSTRe" |

| Unknown route-map component "CONTgq" | Unknown route-map component "ABZg+lr" | Unknown route-map component "CONTfq" |  |

| Station on track |

| Unknown route-map component "ABZgl" | Unknown route-map component "CONTfq" |

| Continuation forward |

| Continuation backward |

| Station on track |

| (27+625) |
| 0+000    |

|  | Unknown route-map component "ABZgl" | Unknown route-map component "CONTfq" |  |

| Unknown route-map component "SKRZ-Ao" |

| Unknown route-map component "CONTgq" | Unknown route-map component "KRZo" | Unknown route-map component "xABZq+r" | Unknown route-map component "exLCONTfq" |

| Unknown route-map component "ABZg+l" | One way rightward |

| 6+529  |
| 38+429 |

|  | Continuation forward |

La linea, chiudendo un ampio anello intorno al vulcano partenopeo, ha origine da Napoli Centrale. All'altezza della stazione di Gianturco ha inizio la progressiva chilometrica di Napoli Centrale e Napoli Piazza Garibaldi. Dopo aver imboccato una breve galleria la linea sottopassa il deposito di Smistamento e passa accanto al nuovo Impianto Dinamico Polifunzionale per la manutenzione dei rotabili, per poi proseguire affiancata alla Napoli-Cancello fino alla diramazione di Casoria e al bivio "Casoria Sud", dove si congiunge con la linea alta velocità Roma-Napoli, alla quale è collegata anche attraverso il bivio "Casoria Nord", il quale consente, dopo aver transitato presso la stazione di Napoli Afragola, ai treni AV provenienti da Roma e diretti al sud di proseguire per Salerno, previo cambio di alimentazione, bypassando l'intero nodo di Napoli.

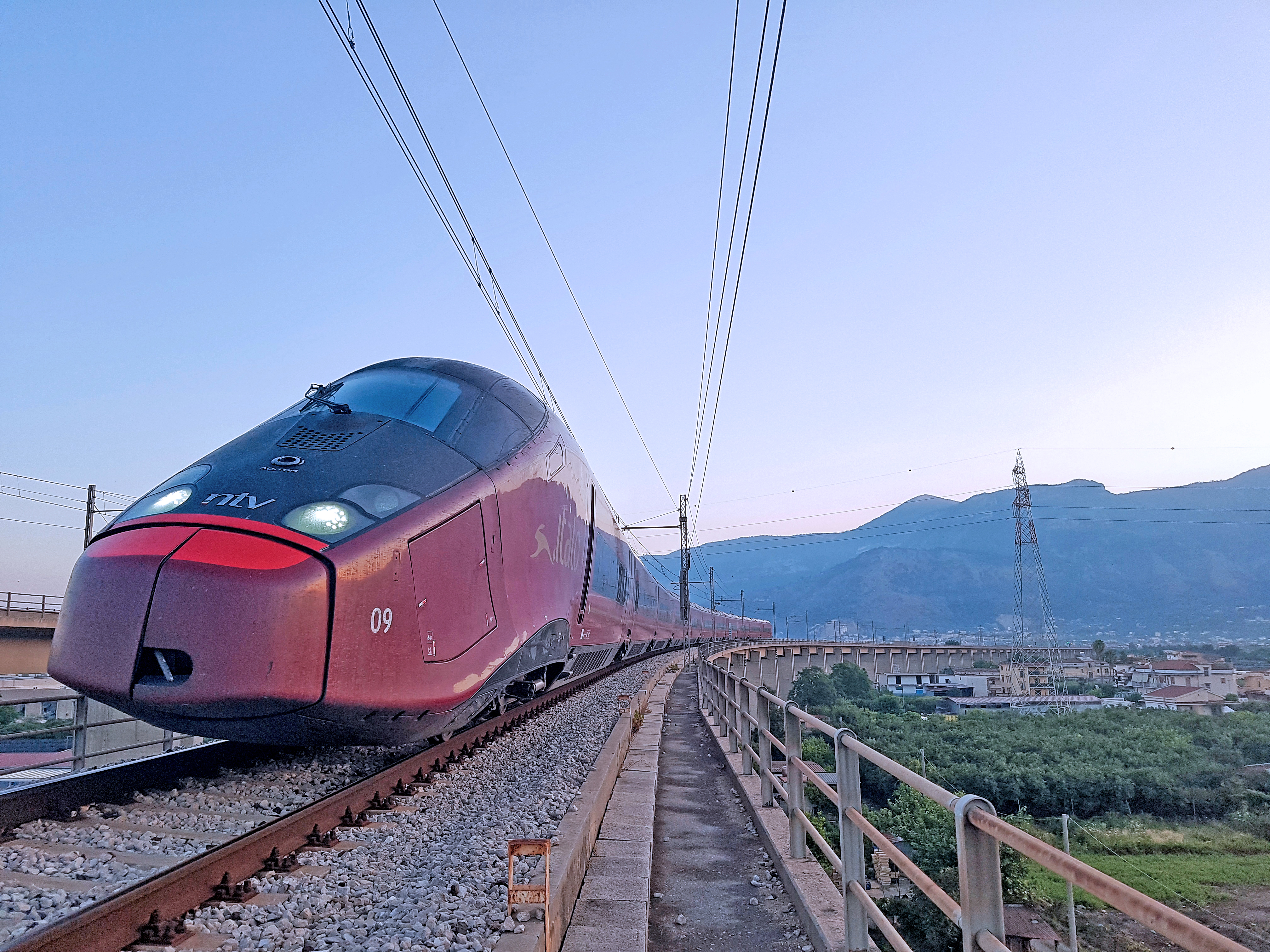
Elettrotreno AGV 575 dell'impresa ferroviaria .Italo in transito presso il Bivio Sarno

Dopo un'ampia curva il percorso piega decisamente verso sud-est tenendo il Vesuvio alla propria destra percorrendo un lungo viadotto fino all’altezza di Somma Vesuviana, dove si abbassa in trincea per poi entrare nell'omonima galleria di circa 3 km di lunghezza. Poco oltre l’uscita dal tunnel vi è l’unica località di servizio, denominata P.C. "Vesuvio" e subito dopo i due binari di corsa si separano su due viadotti distinti, predisponendo la possibilità di realizzare un raccordo per immettere sulla linea i convogli merci provenienti dall'Interporto di Nola, per poi affiancarsi all'altezza di Sarno, dove la linea è connessa tramite il "bivio Sarno" a un raccordo proveniente da Sarno, che completa il collegamento tra Salerno e Caserta mediante la linea Cancello-Avellino.
La linea interessa i comuni di Volla, Casalnuovo di Napoli, Pomigliano d'Arco, Sant'Anastasia, Somma Vesuviana, Nola, Ottaviano, San Gennaro Vesuviano, Palma Campania, Poggiomarino e Striano, e attraverso una serie di piccole gallerie artificiali e di sopraelevate raggiunge il comune di San Valentino Torio, dove tramite il bivio "Sarno" si connette alla linea proveniente da Sarno. La linea poi prosegue attraverso la galleria Torricchio, sotto l'omonima altura, posta nel comune di Nocera Inferiore e il P.M. "Torricchio", attraversando poi Nocera Superiore, dove, al P.C. "Santa Lucia", posto a ridosso della Galleria Santa Lucia, nel comune di Cava de' Tirreni, confluisce nella ferrovia Napoli-Battipaglia per poi raggiungere Salerno e Battipaglia.

## Quadruplicamento Salerno-Battipaglia
Gli interventi indicati nel DPEF del luglio 2004 prevedevano che il termine della linea nel comune di San Valentino Torio coincidesse con il punto di partenza del progettato proseguimento tra Salerno e Battipaglia (denominato "Quadruplicamento Salerno-Battipaglia"), a sua volta collegato a un progetto di costruzione di una nuova linea (AC) dorsale tirrenica sino a Reggio Calabria, ma i due progetti sono stati ripresi solo a febbraio 2021.
Il primo progetto prevedeva che il "Quadruplicamento Salerno-Battipaglia" avesse inizio prima del raccordo con la linea proveniente da Sarno, presso il salto di montone a suo tempo predisposto, secondo il nuovo progetto invece dovrebbe partire subito dopo il P.M. "Torricchio"; in ogni caso il nuovo tracciato andrebbe a bypassare l'attuale stazione di Salerno. Per servire la città di Salerno con l'alta velocità, nei pressi di Fisciano o Baronissi, verrebbe realizzata una nuova stazione AV, come quella di Napoli Afragola, integrata con la linea di interesse Regionale Salerno-Mercato San Severino che garantirebbe continuità di collegamento con la stazione di Salerno "storica". La linea poi proseguirebbe verso sud bypassando Battipaglia, che sarebbe comunque sede di interconnessione con la Ferrovia Tirrenica Meridionale storica e proseguirebbe verso sud raccordandosi alla nuova linea ad alta capacità in progettazione per Reggio Calabria.

## Progetto di nuova stazione di interscambio Vesuvio est
Nel comune di Striano, al confine con i comuni di Poggiomarino e Sarno, la Regione Campania e RFI S.p.A., dopo un attento studio preliminare, hanno individuato il sito per la costruzione di una nuova stazione viaggiatori denominata "Vesuvio est". Detta stazione, per la quale il 30 marzo 2007 è stata firmata l'indizione del concorso internazionale per la progettazione preliminare e definitiva per un importo complessivo di 1 245 000 euro, permetterà ai viaggiatori l'interscambio con la linea della Ferrovia Circumvesuviana Napoli-Ottaviano-Sarno.
Il concorso internazionale è stato vinto nel 2009 da un raggruppamento italo-belga guidato dallo studio di architetti e ingegneri Samyn and Partners.
Secondo il piano della Regione Campania e di RFI S.p.A., i lavori della nuova stazione, del costo complessivo (a carico di Regione Campania, RFI S.p.A. e "PON Trasporti 2000-2006") di 30 milioni di euro, si sarebbero dovuti concludere tra il 2008 e il 2009. La nuova struttura, di 10 000 m² interni e 50 000 m² complessivi, avrà un bacino di utenza previsto compreso tra l'Agro Nocerino Sarnese e la zona sud-est del Vesuvio, offrendo un collegamento rapido con Salerno e Napoli e in seguito anche con Roma, Battipaglia e Reggio Calabria.
Secondo stime di RFI S.p.A., nella nuova stazione, a pieno regime del sistema AV-AC e delle linee della metropolitana regionale, dovrebbero transitare circa 196 treni al giorno (52 delle linee nazionali e 144 della metropolitana regionale, ossia un treno ogni 15 minuti) e circa diecimila passeggeri al giorno (duemila dei quali nella fascia di punta), mentre è previsto che circa 1 500 non viaggiatori dovrebbero frequentare la stazione per altri motivi dato che all'interno della struttura è prevista la costruzione di servizi commerciali, bancari, postali e di ristorazione, oltreché la realizzazione di un parcheggio auto da mille posti e di aree per taxi e terminal bus in considerazione di un possibile collegamento con l'autostrada A30 e la strada statale 268 del Vesuvio.
Il progetto, ormai fermo da anni, è tornato nei piani del governo italiano grazie ai fondi del Green Deal, del Next Generation EU e del Fit for 55: infatti, secondo il documento del ministero dell'economia e delle finanze intitolato "Dieci anni per trasformare l'Italia", alla stazione del Vesuvio Est ed in generale ai nodi delle infrastrutture campane dedicate all'alta velocità sono stati dedicati 1 309 milioni di euro. Si tratta di una stazione per l'alta velocità collocata tra i comuni di Striano (Provincia di Napoli) e Sarno (Provincia di Salerno) che sarà il nodo di interscambio a cavallo tra le due province campane. La Stazione Vesuvio Est interesserà un bacino di utenza di quasi 800 mila abitanti al centro di un’area tra le più densamente abitate d’Europa. La nuova stazione Vesuvio Est consentirà, insieme alla Stazione di Napoli Afragola che è stata inaugurata nel 2017, di decongestionare, sia il traffico ferroviario verso Napoli Centrale e sia il sistema viario dell’Agro Nocerino-Sarnese e di tutta l'area vesuviana.